# Balázs Gond
Balázs Gond (* 10. September 1987) ist ein ungarischer Biathlet.
Balázs Gond startet für den SC Budapest. Seit 2005 startete er zunächst im Junioren-Europacup. In Langdorf trat er 2006 bei den Junioren-Europameisterschaften an und wurde 65. des Einzels und 81. im Sprint. Anschließend debütierte Gond in Martell als 50. eines Sprints im Biathlon-Europacup der Herren. Das Debüt im Biathlon-Weltcup folgte 2007 in Ruhpolding, wo der Ungar 119. im Sprint wurde. Wenig später startete er in Martell bei seiner ersten Junioren-WM, wo Platz 74 im Einzel bestes Resultat wurde. Ein Jahr später wurde in Ruhpolding Platz 68 im Einzel bestes Ergebnis. Auch bei der Junioren-EM 2008 in Nové Město na Moravě erreichte Gond sein bestes Ergebnis mit einem 61. Platz im Einzel. Außerdem trat er im Sprintwettbewerb der Herren-Konkurrenz an und wurde dort 80. Bisheriger Karrierehöhepunkt war die Teilnahme an den Biathlon-Weltmeisterschaften 2009 in Pyeongchang, wo er 111. des Einzels und 199. im Sprint wurde. Im weiteren Saisonverlauf verpasste der Ungar bei den Sommerbiathlon-Europameisterschaften 2009 in Nové Město na Moravě als 31. des Sprints um einen Rang die Qualifikation für das Massenstartrennen. Bei den Sommerbiathlon-Europameisterschaften 2011 in Martell erreichte er den 28. Platz im Sprint und wurde 25. des Verfolgungsrennens.

## Weltcupstatistik
Die Tabelle zeigt alle Platzierungen (je nach Austragungsjahr einschließlich Olympische Spiele und Weltmeisterschaften).
- 1.–3. Platz: Anzahl der Podiumsplatzierungen
- Top 10: Anzahl der Platzierungen unter den ersten zehn (einschließlich Podium)
- Punkteränge: Anzahl der Platzierungen innerhalb der Punkteränge (einschließlich Podium und Top 10)
- Starts: Anzahl gelaufener Rennen in der jeweiligen Disziplin

| Platzierung                      | Einzel | Sprint | Verfolgung | Massenstart | Staffel | Gesamt |
| -------------------------------- | ------ | ------ | ---------- | ----------- | ------- | ------ |
| 1. Platz                         |        |        |            |             |         |        |
| 2. Platz                         |        |        |            |             |         |        |
| 3. Platz                         |        |        |            |             |         |        |
| Top 10                           |        |        |            |             |         |        |
| Punkteränge                      |        |        |            |             | 1       | 1      |
| Starts                           | 2      | 2      |            |             | 1       | 5      |
| Stand: nach der Saison 2010/2011 |        |        |            |             |         |        |